# Hüsby
Hüsby ((ausgesprochen: Hüsbü) dänisch: Husby, nicht zu verwechseln mit der im gleichen Kreis gelegenen Gemeinde Husby) ist eine Gemeinde im Kreis Schleswig-Flensburg in Schleswig-Holstein.

## Geografie

### Geografische Lage
Das Gemeindegebiet von Hüsby erstreckt sich im Bereich der naturräumlichen Haupteinheit Schleswiger Vorgeest (Nr. 697) westlich von Schleswig. Die Rosacker Au, ein linker Zufluss der Silberstedter Au, fließt im Gemeindegebiet.

### Gemeindegliederung
Hüsbybrücke, Hüsbyfeld (Husbymark) und Hüsbygaard (Husbygaard) liegen im Gemeindegebiet.

### Nachbargemeinden
Unmittelbar angrenzende Gemeindegebiete von Hüsby sind:
|             | Schuby                                      |           |
| Ellingstedt | Kompassrose, die auf Nachbargemeinden zeigt | Schleswig |
|             | Dannewerk                                   |           |

## Geschichte
Die erste Erwähnung des Ortes ist in einer Urkunde des Königs Knut VI. von Dänemark aus dem Jahr 1196.
Im Rahmen der durchgeführten Dorferneuerung, in welcher unter anderem der Bereich um den Dorfteich neu gestaltet wurde, belegte die Gemeinde im Kreiswettbewerb 1999 des Dorfwettbewerbs Unser Dorf soll schöner werden – Bürger und Bürgerinnen gestalten ihre Umwelt den ersten Platz.

## Politik

### Gemeindevertretung
Bei der Kommunalwahl am 14. Mai 2023 wurden insgesamt elf Sitze vergeben. Diese fielen erneut alle an die Aktive Kommunale Wählervereinigung Hüsby. Die Wahlbeteiligung betrug 59,2 %.

### Wappen
Blasonierung: „Von Silber und Grün schräglinks geteilt, in verwechselten Farben oben eine altertümliche Eiche, unten ein Steingrab mit offener Vorder- und geschlossener Rückseite.“
Die Gemeinde Hüsby verfügt seit 1995 über ein eigenes Wappen. Die Bezüge zum Wappen werden hergeleitet von den Hügelgräbern in der Gemeinde und der Brauteiche am Weg nach Schleswig. Seit dem Jahr 1999 besitzt die Gemeinde auch eine Gemeindeflagge, die auf einem schräg rechts geteilten, oben weißem, unten grünem Flaggentuch die Figuren des Gemeindewappens zeigt.

## Wirtschaft und Verkehr
Der ehemals sehr stark durch Landwirtschaft geprägte Ort hat in den letzten Jahren überwiegend Wohnfunktion bekommen. Zurzeit existieren in der Ortslage Hüsby noch fünf landwirtschaftliche Betriebe. Trotz der Erschließung zweier Baugebiete mit rund 40 Wohneinheiten hat die Gemeinde Hüsby ihren dörflichen Charakter weitestgehend erhalten.
Nördlich verläuft die Bundesstraße 201 nach Husum, östlich die A7 nach Rendsburg. Die Gemeinde liegt auf dem Schleswig-Holsteinischen Mittelrücken an einer historischen Handelsstraße, dem Ochsenweg.